# Tines Companyó
Les tines Companyó són un conjunt de tines del municipi del Pont de Vilomara i Rocafort (Bages) protegides com a bé cultural d'interès local.. La tina se situa pròxima a Santa Creu del Palau.

## Descripció
La construcció és formada per una única tina i una barraca ubicada a l'entrada de la tina. La planta interior de la tina és circular i la seva base exterior és rectangular. La part inferior de la construcció és feta amb pedra i morter de calç i amb l'interior recobert de rajoles de ceràmica envernissada lleugerament corbades. La part superior dels murs és feta amb pedra sense material d'unió, on es localitza l'entrada a la tina i tres finestres. L'entrada conserva els muntants però no la llinda. També s'ha perdut totalment la coberta. El broc es localitza al cantó oposat a l'entrada, i queda emmarcat l'interior del mur en un rectangle. El conjunt de la construcció es troba força deteriorat i a l'interior hi creix vegetació.
La barraca situada a l'entrada de la tina, és de planta trapezoïdal. És una construcció feta amb pedra seca. La coberta i la part superior dels murs han desaparegut. El gruix de les parets és de 40 cm. La porta d'entrada ha perdut la llinda. Té una finestra i tres amag